# Prehari
Prehari (cyr. Прехари) – wieś w Czarnogórze, w gminie Pljevlja. W 2011 roku liczyła 8 mieszkańców.